# Повна система
Повна система (грец. σύστημα τέλειον, лат. constitutio tota), або Повний звукоряд, у давньогрецькій теорії музики (гармоніці) — звукоряд в повному обсязі складових його ступенів, схематичне уявлення всього звуковисотного матеріалу (матерії) античної музики.
«Системами» (συστήματα) греки називали всякі звукоряди, що об'єднують більш ніж 2 звуки (трихорди, тетрахорди, пентахорд і ширше, аж до 2 октав). Інтервальні відношення між ступенями таких «систем» регулювалися родом мелосу.
Об'єднання 4 тетрахордів однакової структури з розділовим тоном (грец. διάζευξις) між месою й парамесою і доданим цілим тоном внизу (т. зв. «просламбаноменом») вони іменували Більшою повною системою. В умовній транскрипції вона має такий вигляд:
Об'єднання 3 тетрахордів однакової структури без розділового тону з доданим тоном внизу (просламбаноменом) теорія іменувала Меншою повною системою. Сукупність більшої і меншої повних систем іменувалася Повною незмінною системою (σύστημα τέλειον ἀμετάβολον).
Вперше Повну незмінну систему в усіх трьох родах мелосу в (найменших цілих) числах сформулював і описав Боецій, у трактаті «Основи музики»(Mus. IV.11):

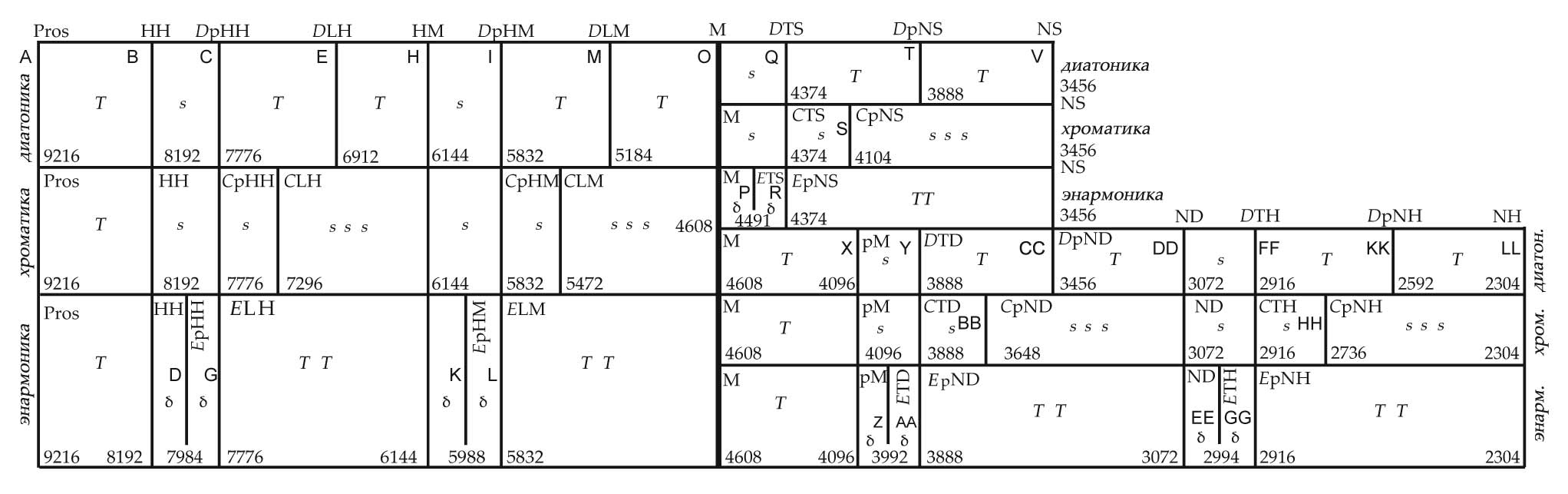

## Бібліография
- Systema teleion // Riemann Musiklexikon. 12te Aufl. Sachteil. Mainz, 1967, SS.929-930.
- Martin L. West. Ancient Greek Music. Oxford, 1992.
- Аристоксен. Элементы гармоники. Издание подготовил В. Г. Цыпин. М., 1997 (т.1), 1998 (т.2).
- Thomas J. Mathiesen. Apollo’s Lyre. Greek Music and Music Theory in Antiquity and the Middle Ages. Lincoln & London, 1999.
- Ю. Н. Холопов. Гармония. Теоретический курс. М., 2003.
- Музыкально-теоретические системы. Учебник для историко-теоретических и композиторских факультетов музыкальных вузов. М., 2006.
- Клеонид. Гармоническое введение. Перевод А.В.Русаковой // От Гвидо до Кейджа. М., 2006, сс.286-314.